# Lake Talon
Lake Talon är en sjö i Kanada.   Den ligger i Nipissing District och provinsen Ontario, i den sydöstra delen av landet, 280 km väster om huvudstaden Ottawa. Lake Talon ligger 193 meter över havet. Arean är 13,7 kvadratkilometer. Den sträcker sig 7,0 kilometer i nord-sydlig riktning, och 8,9 kilometer i öst-västlig riktning.
I omgivningarna runt Lake Talon växer i huvudsak blandskog. Runt Lake Talon är det mycket glesbefolkat, med 7 invånare per kvadratkilometer.